# Piotr Bark
Pour les articles homonymes, voir Bark (homonymie).
Piotr Lvovitch Bark (en russe : Пётр Львович Барк), (1869 - 1937) est un homme politique russe, membre du Conseil d'État, il fut le dernier ministre des Finances de la Russie impériale et de l’Empire russe, il remplit cette fonction du 30 janvier 1914 au 28 février 1917.
Dans le gouvernement provisoire d'Alexandre Kerenski, Piotr Bark comptait beaucoup de relations, ses amis lui proposèrent de conserver le poste de ministre des Finances dans le nouveau gouvernement, poste qu'il refusa : Question de principe dit-il.

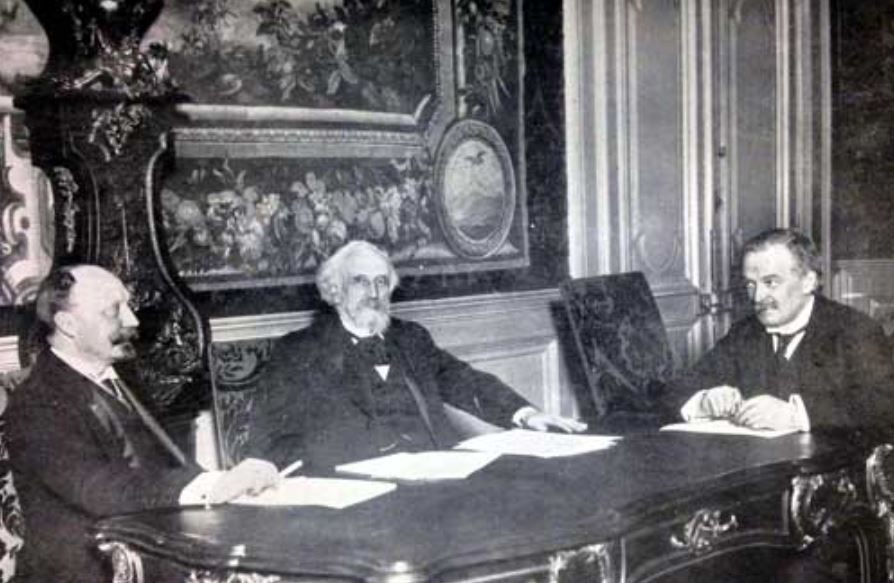
Conference de la Triple Entente, Paris, 5 février 1915 avec Alexandre Ribot et Lloyd George.
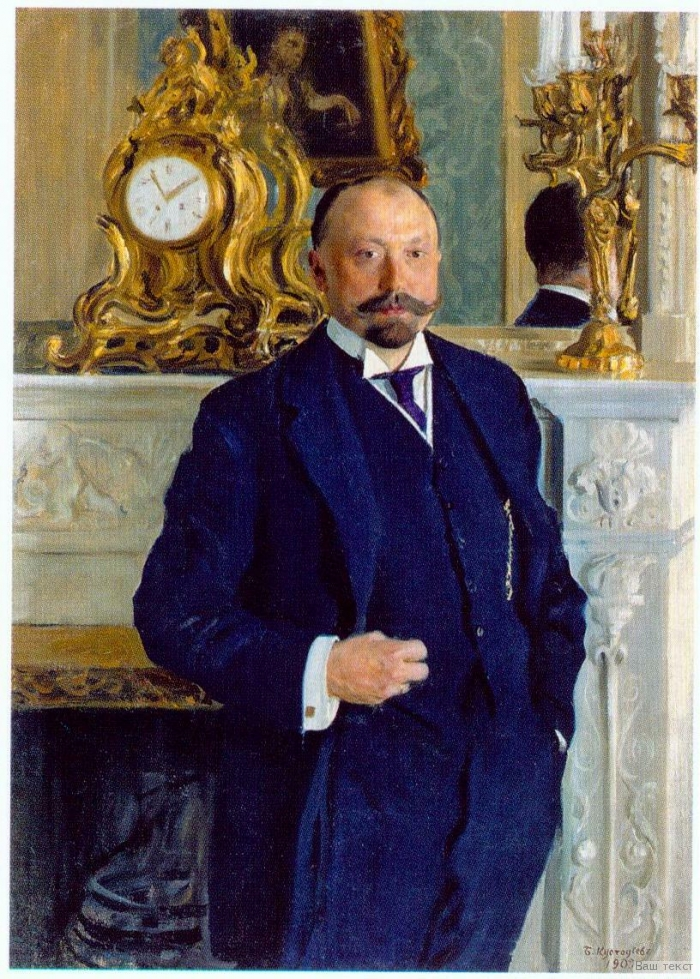
Son portrait par Boris Koustodiev, Galerie Tretiakov.
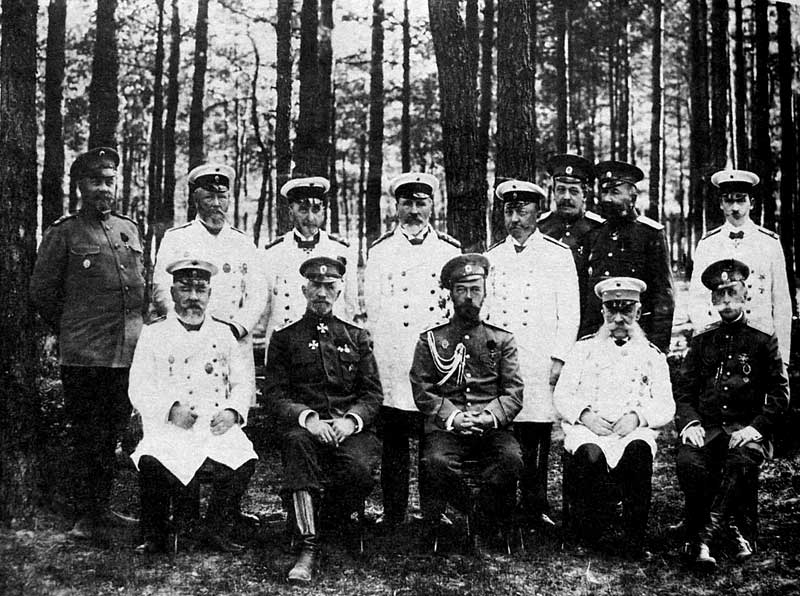
Les ministres du conseil du Tzar, le 14 juin 1915 à Baranavitchy.

## Sources
- Nicolas II de Marc Ferro